# Васин, Василий Владимирович
Вася Васин (настоящее имя Василий Владимирович Васильев; род. 1 декабря 1972, Ленинград) — фронтмен, вокалист, MC и гитарист группы «Кирпичи».

## Биография
Родился 1 декабря 1972 года в Ленинграде. Учился в школе № 207 с углублённым изучением английского языка на Невском проспекте.
В 1987 году, будучи школьником, собрал группу «Кирогаз», состоящую из одноклассников и игравшую в жанре арт-рок. Следующей группой стал ВИА «Мультлото» при ДПШ на Фонтанке. Там были записаны два ныне утерянных альбома «Когда я открываю рот, мой брат Илья перестаёт считать меня за человека» и «Всё такое». Затем Василий проучился три курса на факультете информатики в ЛИТМО, лежал в психиатрической больнице и год провёл в Швеции, где жили и работали его родители. За границей познакомился с творчеством групп «Nirvana» и «Red Hot Chili Peppers», которое сильно повлияло на музыканта. После этого была создана группа «Rah Rah Music», которая дала один концерт в клубе «Стерх». В состав группы входили басист Леонид Непомнящий и ударник Георгий Кульбачный. По стилю группа представляла смесь манчестерской волны, блюза и рэпа.
С 1991 по 1993 год работал судовым брокером. Специализировался на пароходе-рефрижераторе «Смольнинский», перевозившем фрукты из Греции на черноморское побережье России. Весной 1995 года познакомился со Станиславом Сытником (бас) и Кириллом Соловьёвым (ударные, нынешний барабанщик группы Skafandr) и через 2 недели репетиций 15 мая 1995 года состоялся первый концерт под названием «Bricks Are Heavy» всё в том же ДПШ. На выступлении в клубе «Тэн Клаб» Василий знакомится с Евгением «Джеем» Назаровым и Данилой Смирновым. Станислав Сытник создаёт свой проект «Uncut Dime» и покидает группу, а на его место приходит Леонид Непомнящий. Кроме него приходит гитарист Евгений Яровой (далее, гитарист группы «АУ»), а Василий становится свободным вокалистом. Тексты песен нового состава группы становятся русскими, а название меняется на «Кирпичи».
В новом составе был записан альбом «Кирпичи» Полигон «Live’ 95». В нём появляются новые русскоязычные песни «Байка», «Сколько из окна?», «Верь мне» и др., а также кавер Майка «Песня простого человека» и кавер-версия песни «Fever». Этот альбом Василий записывает на свои средства. Вскоре после записи появляются проблемы с музыкальным составом, так как участники проекта хотят сделать музыку группы более тяжёлой, а Василий считает что это ни к чему. На фоне обсуждения этого вопроса оформляется основной состав группы «Кирпичи» состоящий из Василия, Данилы Смирнова и Евгения «Джея» Назарова.

## Взгляды
Относит себя к путинистам, одобряет аннексию Крыма и вторжение России на Украину. Выступает против ЛГБТ, толерантности, воук, BLM, феминизма, прав женщин, экоактивизма.

## Личная жизнь
22 октября 2011 года Василий женился на певице Нине Карлссон; в 2013 году они развелись.

## Дискография

### В составе группы «Кирпичи»
- 1996 — Кирпичи тяжелы
- 1999 — Смерть на рейве
- 2000 — Капиталиzм 00
- 2002 — Сила ума
- 2004 — Let’s Rock!
- 2005 — Царский альбомъ
- 2006 — 7
- 2008 — Камни
- 2009 — Главклуб (макси-сингл)
- 2011 — Новые Кирпы Моо Фок
- 2013 — Summertime!
- 2015 — Потому что мы банда
- 2021 — Старческий маразм

### Сольная карьера
Альбомы
- 2009 — Демонстрация Достижений
- 2010 — Точка Опоры (EP совместно с группой Скафандр)
- 2011 — Tzar Vasilich
- 2014 — Только Молодость, Только Хардкор (EP)
- 2015 — В ритмах синевы (совместно с группой Blues Doctors)
- 2018 — Это наш метод (совместно с CJ Plus)
- 2018 — Триумф
- 2022 — Хармс — детям
- 2023 — Танец с саблями
- 2023 — Песни казаков

Синглы
- 2021 — Малыш (feat. РАСТИЧ)

### Проект «Васин-Нос»
- 2005 — Ложь?

### Группа Planeta Vina
- 2021 — Первый альбом